# Andrés de Urdaneta
Andrés de Urdaneta y Cerain (Ordicia, possivelmente em 1508 - Cidade do México, 3 de junho de 1568) foi um militar, cosmógrafo, navegador, explorador e religioso agostiniano basco espanhol. Participou das expedições de García Jofre de Loaísa e Miguel López de Legazpi e alcançou fama universal por descobrir e documentar a rota através do Oceano Pacífico das Filipinas até Acapulco, conhecida como Rota de Urdaneta ou simplesmente torna-viagem.

## Biografia

### Juventude
Era filho de Juan Ochoa de Urdaneta e Gracia de Cerain, ambos de ilustre linhagem. O pai fora alcaide de Villafranca em 1511, e a mãe devia ter relações familiares com o setor das ferrarias, pois era parente de Miguel López de Legazpi, e o próprio Urdaneta reconhecia Andrés de Mirandaola como seu sobrinho. Ainda que a tradição situe o seu lugar de nascimento no casario de Oyanguren, parece mais lógico supor que tenha sido dentro das muralhas da vila; Lope Martínez de Isasti registra em seu Compendio Historial de Guipúzcoa (1625) a existência de uma "casa de Urdaneta".
Teve estudos, ainda que desconheçamos onde, e destacou-se nas Matemáticas, além do domínio do Latim e da Filosofia. Sendo este período de sua vida uma das lacunas que se nos apresentam em sua biografia, a sua trajetória de vida demonstra cabalmente que era senhor de uma boa educação.

### A expedição de Loaísa
Em 1525, juntamente com Juan Sebastián Elcano tomou parte da expedição de García Jofre de Loaísa às "Ilhas das Especiarias". Com a morte de Elcano, foi uma das testemunhas que assinaram o testamento dele. Foi um dos poucos sobreviventes da expedição, tendo sido aprisionado pelos portugueses na região. Conseguiu retornar à Europa em meados de 1536 na Armada Portuguesa da Índia daquele ano, completando assim uma viagem de circum-navegação que lhe consumiu onze anos. Tendo desembarcado em Lisboa, destino da Armada, todas as suas anotações e mapas sobre a viagem foram confiscados a mando de João III de Portugal. Disposto a entrevistar-se com o soberano português, então em Évora com a Corte, para pleitear a sua devolução, foi aconselhado pelo embaixador espanhol em Lisboa a evadir-se imediatamente para a Espanha pois corria perigo de morte, o que fez por terra, a cavalo. Em Valladolid refez a memória sobre a viagem e aquelas ilhas, que entregou ao Imperador Carlos V.

### A expedição de Legazpi

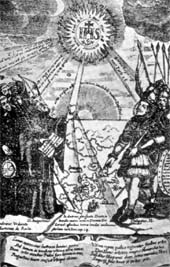
Legazpi (dir.) e Urdaneta (esq.) durante a conquista das Filipinas em 1565 (manuscrito de fins do século XVII.

Da Espanha passou ao México, onde posteriormente veio a professar na Ordem de Santo Agostinho.
Apesar de estar ordenado, Felipe II de Espanha determinou a Velasco, Vice-rei do Vice-Reino da Nova Espanha (atual México), que contasse com Urdaneta para uma nova expedição às "ilhas do Poente", sob o comando de Miguel López de Legazpi. Urdaneta traçou a rota de regresso, onde todas as expedições anteriores haviam fracassado, baseando-se em seus conhecimentos científicos.
Tendo alcançado as Filipinas em três meses de viagem, para o regresso Urdaneta zarpou do porto de San Miguel a 1 de junho de 1565. Tendo navegado para norte até à altura do paralelo 40, infletiu para leste e alcançou a costa da América do Norte, tendo-a costeado para o sul até aportar a Acapulco em 8 de outubro, tendo percorrido cerca de vinte mil quilómetros em pouco mais de quatro meses.
Ao chegar, Urdaneta tomou conhecimento de que um membro da sua expedição, Alonso de Arellano, que se havia separado da frota no momento da partida, havia se adiantado e, seguindo a rota prevista por Urdaneta havia alcançado o porto de Navidad em agosto. Entretanto, pela falta de registros de Arellano acerca da rota seguida, e pela indignidade da sua ação ao separar-se da frota, fizeram com que o nome de Urdaneta se associe ao feito. Durante os dois séculos e meio que se seguiram, as embarcações espanholas, particularmente os galeões de Manila que percorriam anualmente o trajeto Acapulco-Manila-Acapulco, empregaram a rota aberta por Urdaneta.

## Obra
Entre as obras escritas por Urdaneta, conhecem-se:
- A "Relación sumaria del viaje y sucesos del comendador Loaisa desde 24 de julio 1525", entregue em 4 de setembro de 1536 a don Macías del Poyo, em Valladolid.
- A "Relación escrita y presentada al Emperador por Andrés de Urdaneta de los sucesos de la armada del comendador Loaisa, desde 24 de julio 1525 hasta el año de 1535", entregue em 26 de fevereiro de 1537.
- O "Derrotero de la navegación que había de hacer desde el puerto de Acapulco para las islas de poniente el armada que S. M. mandó aprestar para su descubrimiento en las costas del mar del Sur de Nueva-España, con la descripción de dicho puerto y el de Navidad, y las propiedades y ventajas de cada uno de ellos; y al fin una Memoria de lo que convenía proveerse para el apresto y buen éxito de esta expedición", que escreveu ao soberano em 1561.
- Por fim, a demonstração diante do soberano de sua visão sobre as Filipinas, que obrigou Filipe II a concluir aquela reunião de peritos, da qual existe uma meória documental que contém todas as opiniões e pareceres que ali se expressaram: "Ocho pareceres dados por este y otros cosmógrafos en 1566 y 1567, sobre si las islas Filipinas estaban comprendidas en el empeño que el emperador había hecho al rey de Portugal, y si las del Maluco y otras estaban en la demarcación de Castilla".

Quanto à definição do estatuto das Filipinas, afirmou:
"En uno de estos pareceres, que es de 8 de octubre 1566, dijo el P. Urdaneta que á su persuasión, el P. fray Martín de Rada, natural de Pamplona, sacerdote y teólogo, buen matemático, astrólogo, cosmógrafo y gran aritmético, llevó consigo en la armada del general Miguel Lopez de Legazpi, desde Nueva-España á Filipinas un instrumento de mediana grandeza, para poder verificar la longitud que habia desde el meridiano de Toledo hasta el de la tierra adonde llegase, y efectivamente lo verificó en el pueblo de Zubiú (que está en 10º lat N.), hallando 216º 15’ por las tablas Alfonsinas, y 215º 15’ por Copérnico, de que deducidos 43º 8’, restaban 172º 7’, y resultaba por último que aun restaban 7º 53’ hasta los 180º que pertenecían á la corona de Castilla."

## Homenagens
Embora sendo um personagem histórico relativamente desconhecido, os fundadores do Instituto Geográfico Vasco (INGEBA) (em Euskera: Euskal Geografi Elkargoa) escolheram o seu nome para secundar a denominação da entidade.